# É Ferro na Boneca
É Ferro na Boneca é o álbum de estreia lançado pelo grupo musical Novos Baianos de 1970 pela RGE.

## Album
O álbum tem um estilo de música completamente diferente de seu sucessor, Acabou Chorare, e também de todos os outros discos dos Novos Baianos. É o que tem como gênero principal o rock, tradicional do início dos anos 70. A principal canção do disco foi "De Vera", que tocou na Rede Record, no V Festival de Música Popular Brasileira, mas foi desclassificada mais tarde. O álbum não tem os traços de samba que surgem a partir do segundo por influencia do sudeste brasileiro, e do músico João Gilberto.

## Faixas
- Todas as canções foram escritas por Luiz Galvão e Moraes Moreira, exceto "Juventude Sexta e Sábado".

Lado A.
1. "Ferro Na Boneca" – 1:55
2. "Eu De Adjetivos" – 3:01
3. "Outro Mambo, Outro Mundo" – 2:46
4. "Colégio De Aplicação" – 1:48
5. "A Casca De Banana Que Eu Pisei" – 2:20
6. "Dona Nita E Dona Helena" – 2:14
7. "Se Eu Quiser Eu Compro Flores" – 3:17

Lado B.
1. "E o samba me traiu" – 2:05
2. "Baby Consuelo" – 2:00
3. "Tangolete" – 2:21
4. "Curto de véu e Grinalda" – 2:27
5. "Juventude Sexta e Sábado" (Paulinho Boca de Cantor, Galvão, Moraes Moreira) – 2:54
6. "De Vera" – 2:52

## Créditos
Novos Baianos
- Pepeu Gomes – guitarra
- Paulinho Boca de Cantor – vocal, percussão
- Baby Consuelo – vocal, percussão
- Moraes Moreira – violão, vocal, letras

com
- A Cor do Som – banda de Apoio
  - Jorginho Gomes, Dadi
- Luiz Galvão – letras